# 쿠라야시키

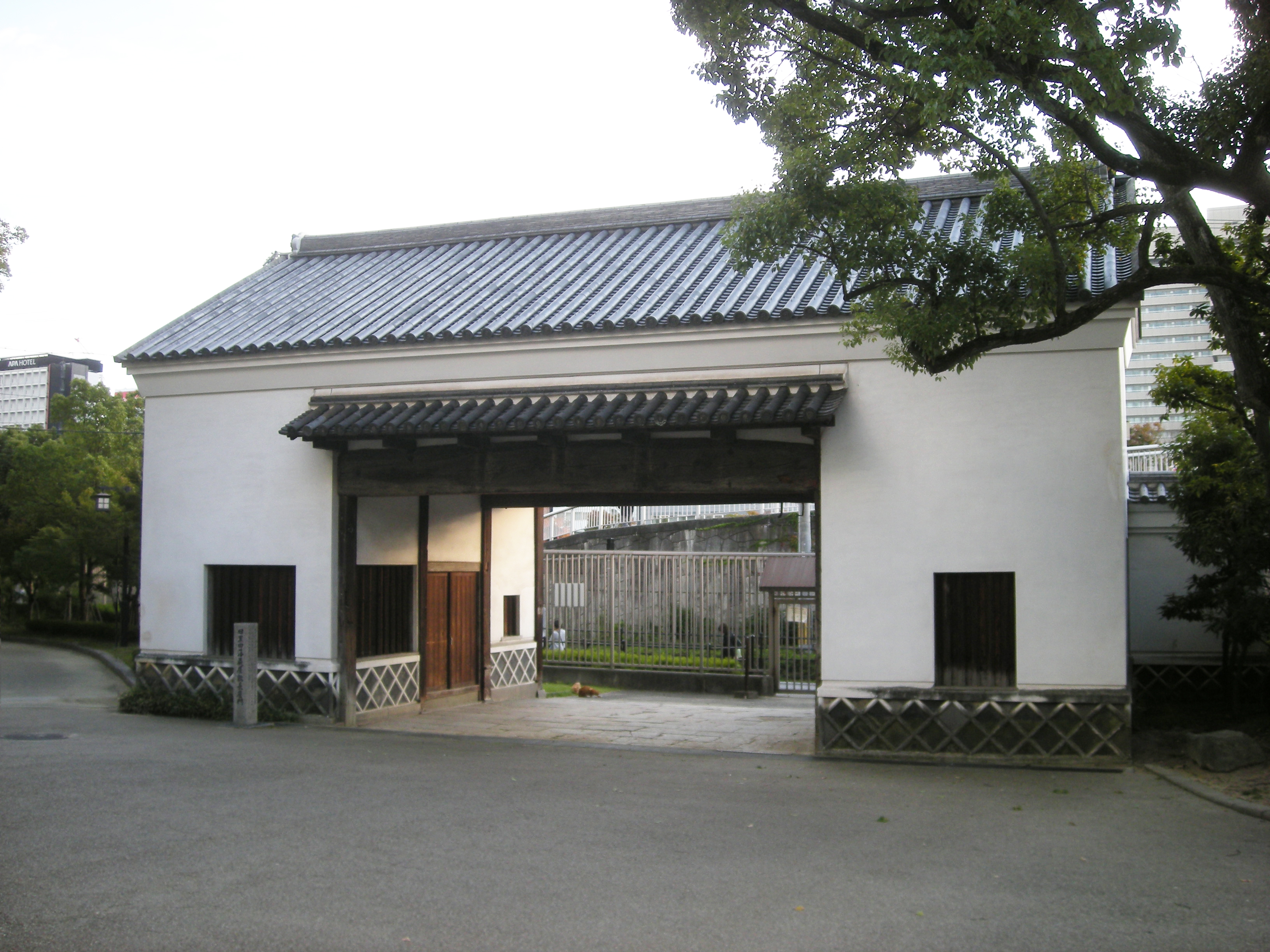
옛 후쿠오카번의 쿠라야시키 정문. 현재 오사카시립미술관의 남문 역할을 하고 있다.

쿠라야시키(일본어: 蔵屋敷)는 에도시대의 다이묘가 연공미나 영내 특산물을 판매하기 위해 설치한 쌀창고 겸 가옥이다. 오사카에 있던 것이 일반적으로 저명하지만, 에도・츠루가・오츠・사카이・나가사키 등 다른 상업도시에도 설치되는 경우가 있었다. 다이묘 뿐 아니라 유력한 하타모토・공가 귀족・사찰 가운데서 쿠라야시키를 운영하는 이들도 있었다.